# Monosynamma maritimum
Monosynamma maritimum is een wants uit de familie van de blindwantsen (Miridae). De soort werd het eerst wetenschappelijk beschreven door Eduard Wagner in 1947.

## Uiterlijk
De zwarte of bruinzwarte, ovale of langwerpig ovale wants is als volwassen dier altijd langvleugelig en kan 2,5 tot 4 mm lang worden. Van de zwarte antennes is het derde en vierde segment vaak bruin, bij de vrouwtjes ook een gedeelte van het tweede segment. De pootjes hebben dijen met een licht uiteinde en op de schenen staan stekeltjes in zwarte stippen. De voorvleugels zijn donker en licht getekend en zijn bedekt met fijne haartjes. Het uiteinde van het verharde gedeelte van de vleugels (cuneus) is wit met een zwarte punt. Het doorzichtige gedeelte van de vleugels is zwart met witte vlekken en witte aders. Het halsschild en scutellum hebben meestal over het midden een gele of bruinrode lijn.
Monosynamma maritimum lijkt sterk op Monosynamma bohemanni en op Monosynamma sabulicola. Het is zelfs onduidelijk of het bij deze drie wantsensoorten niet om één enkele soort gaat. Vooralsnog worden ze als eigen soort erkend. Monosynamma maritimum zou alleen op kruipwilg (Salix repens) leven in de duinen langs de kust en Monosynamma sabulicola alleen op smalbladige wilgen zoals schietwilg (Salix alba), kraakwilg (Salix fragilis) en katwilg (Salix viminalis) langs oevers van rivieren.

## Leefwijze
De soort overwintert als eitje en kent een enkele generatie per jaar. De volwassen dieren worden van mei tot oktober waargenomen op kruipwilg (Salix repens).

## Leefgebied
Het verspreidingsgebied van de soort is Holarctisch, van Europa tot in Azië en Noord-Amerika. In Nederland is de wants algemeen op kruipwilg in de duinen langs de kust.